# هانا می لی
هانا مِـی لی (انگلیسی: Hana Mae Lee؛ زادهٔ ۲۸ سپتامبر ۱۹۸۸) بازیگر و طراح مد اهل ایالات متحده آمریکا است.  وی از سال ۲۰۰۶ میلادی تاکنون مشغول فعالیت بوده‌است.
از فیلم‌ها یا برنامه‌های تلویزیونی که وی در آن نقش داشته‌است، می‌توان به پرستار بچه، پرستار بچه: ملکه قاتل، آوازخوان حرفه‌ای، آوازخوان حرفه‌ای ۲ و آوازخوان حرفه‌ای ۳ اشاره کرد.